# Гангстер № 1
«Гангстер № 1» (англ. Gangster No. 1) — криминальная драма, снятая режиссёром Полом Макгиганом.

## Сюжет
Жестокий британский бандит по прозвищу «Гангстер 55» (Малкольм Макдауэлл) всегда мечтал о том, чтобы быть номером первым в преступном мире. Ему представился шанс войти в банду к известному гангстеру Фредди Мэйсу (Дэвид Тьюлис). Гангстер 55 ухватился за эту возможность и вскоре стал другом и правой рукой Фредди. Фредди олицетворял собой всё, чего когда-либо хотел достичь Гангстер 55, и он решает занять место босса. Настоящий психопат, Гангстер 55 не колеблясь разжигает потушенный было пожар войны между бандами. В результате этого Фредди садится на 30 лет в тюрьму, а герой занимает его место. Но нахождение на вершине всё равно не приносит ему долгожданной радости и удовлетворения. Чтобы стать Гангстером № 1, недостаточно истребить вокруг себя всех врагов.

## В ролях
| Актёр              | Роль             |
| ------------------ | ---------------- |
| Малкольм Макдауэлл | Гангстер 55      |
| Пол Беттани        | молодой гангстер |
| Дэвид Тьюлис       | Фредди Мэйс      |
| Саффрон Берроуз    | Карен            |
| Эдди Марсан        | Эдди Миллер      |
| Эндрю Линкольн     | Макси Кинг       |
| Кеннет Крэнем      | Томми            |